# Marianne Kriel
Marianne Kriel, née le 30 août 1971 à Bellville, est une nageuse sud-africaine.

## Biographie
Marianne Kriel remporte le 50 mètres nage libre, le 100 mètres dos et le 200 mètres dos, et termine troisième du 100 mètres nage libre aux sélections olympiques d'Afrique du Sud à Durban en mars 1996.
Aux Jeux olympiques d'été de 1996 à Atlanta, Marianne Kriel est médaillée de bronze sur 100 mètres dos, et termine quatrième de la finale du relais 4x100 mètres quatre nages.